# Панд-Орей (округ)
Округ Панд-Орей (англ. Pend Oreille County) — округ штата Вашингтон, США. Население округа на 2000 год составляло 11 732 человек. Административный центр округа — город Ньюпорт.

## История
Округ Панд-Орей основан в 1911 году.

## География
Округ занимает площадь 3626 км2.

## Демография
Согласно переписи населения 2000 года, в округе Панд-Орей проживало 11 732 человек (данные Бюро переписи населения США). Плотность населения составляла 3,2 человек на квадратный километр.